# Seleção Martinicana de Futebol
A Seleção Martinicana de Futebol representa o departamento ultramarino francês de Martinica nas competições de futebol, controlada pela Liga de Futebol de Martinica, ramo local da Federação Francesa de Futebol. Embora não faça parte da FIFA, Martinica, por ser filiada à CONCACAF, pode disputar as Eliminatórias para a Copa Ouro, torneio onde esteve presente em 6 oportunidades, chegando às quartas-de-final em 2002, parando apenas na decisão por pênaltis, onde perdeu para o Canadá (6 a 5). Em 2003, teve uma participação opaca, sendo eliminada na primeira fase.
Dez anos depois, Martinica obteve novamente uma vaga na Copa Ouro, ficando no grupo A, junto com Canadá, México (seleção que protagonizou a maior goleada da história de Martinica, um 9 a 0 em 1993) e Panamá.

## Desempenho na Copa Ouro
- 1991: Não se classificou
- 1993: Primeira Fase
- 1996 a 2000: Não se classificou
- 2002:  Quartas de final
- 2003: Primeira Fase
- 2005 a 2011: Não se classificou
- 2013: Primeira Fase
- 2015: Não se classificou
- 2017: Primeira Fase
- 2019: Primeira Fase
- 2021: Primeira Fase
- 2023: Primeira Fase

## Recordes
4 de julho de 2023
Jogadores em negrito ainda em atividade.
| #  | Jogador             | Partidas | Gols | Em atividade |
| -- | ------------------- | -------- | ---- | ------------ |
| 1  | Daniel Hérelle      | 91       | 3    | 2006–        |
| 2  | Sébastien Crétinoir | 66       | 3    | 2004–2021    |
| 3  | Stéphane Abaul      | 61       | 9    | 2010–        |
| 4  | Patrick Percin      | 58       | 19   | 1998–2010    |
| 5  | Kévin Parsemain     | 57       | 35   | 2008–        |
| 5  | Karl Vitulin        | 57       | 2    | 2010–        |
| 7  | José-Thierry Goron  | 50       | 17   | 1998–2010    |
| 7  | Eddy Heurlié        | 50       | 0    | 2001–2010    |
| 9  | Jordy Delem         | 47       | 7    | 2012–2019    |
| 10 | Steeve Gustan       | 44       | 9    | 2006–2013    |

| # | Jogador                | Gols | Partidas | Média por jogo | Em atividade |
| - | ---------------------- | ---- | -------- | -------------- | ------------ |
| 1 | Kévin Parsemain        | 35   | 57       | 0.61           | 2008–        |
| 2 | Patrick Percin         | 19   | 58       | 0.33           | 1998–2010    |
| 3 | José-Thierry Goron     | 17   | 50       | 0.34           | 2002–2014    |
| 4 | Rodolphe Rano          | 12   | 14       | 0.86           | 1996–2002    |
| 5 | Steeve Gustan          | 9    | 44       | 0.2            | 2006–2013    |
| 5 | Stéphane Abaul         | 9    | 61       | 0.15           | 2010–        |
| 7 | Jordy Delem            | 7    | 47       | 0.15           | 2012–2019    |
| 8 | Yann Girier-Dufournier | 6    | 11       | 0.55           | 2003–2006    |
| 8 | Mickaël Biron          | 6    | 12       | 0.5            | 2018–        |
| 8 | Xavier Bullet          | 6    | 29       | 0.21           | 2001–2008    |
| 8 | Gaël Germany           | 6    | 34       | 0.18           | 2003–2014    |

## Principais jogadores
| - Charles-Édouard Coridon - José-Karl Pierre-Fanfan - Eddy Heurlié - Richard Massolin - Frédéric Piquionne | - Fabrice Reuperné - Steeve Elana - Kevin Olimpa - Grégory Arnolin - Gaël Germany | - Kévin Parsemain - Julien Faubert - Stéphane Abaul - Patrick Percin - Sébastien Crétinoir |

## Treinadores
| - Louis Marianne e Marcel Pujar (1983–1985) - Raymond Destin (1993) - Saint-Hubert Reine Adélaïde (1998–2001) - Théodore Antonin (2002–2003) - Henri Alonzeau (2004–2005) | - Guy-Michel Nisas (2006–2011) - Patrick Cavelan (2011–2013) - Louis Marianne (2014–2016) - Jean-Marc Civault (2016–2017) - Mario Bocaly (2018–2021) - Marc Collat (2021–) |

## Links
- «Página oficial»
- Martinica - National Football Teams